# Pas de vacances pour les Blues
Pour plus de détails, voir Fiche technique et Distribution.
Pas de vacances pour les Blues (titre original : Undercover Blues) est un film américain réalisé par Herbert Ross, sorti en 1993.

## Synopsis
Jeff et Jane Blue sont des parents modernes. Mais ce sont aussi des espions, les seuls capables de maintenir la sécurité nationale des États-Unis. Alors qu'ils n'aspirent plus qu'à leur vie de parents, ils se voient confier pour mission de protéger le monde contre un dangereux trafiquant d'armes tchèque. Une tâche plutôt difficile pour de jeunes parents qui doivent être rentrés à la maison pour le dernier biberon !

## Fiche technique
- Titre français : Pas de vacances pour les Blues
- Titre original : Undercover Blues
- Réalisation : Herbert Ross
- Scénario : Ian Abrams
- Production : Mike Lobell, Andrew Bergman et Herbert Ross
- Société de production : Metro-Goldwyn-Mayer
- Musique : David Newman
- Photographie : Donald E. Thorin
- Montage : Priscilla Nedd-Friendly
- Décors : Ken Adam
- Pays d'origine :  États-Unis
- Format : Couleurs - 1,85:1 - Dolby - 35 mm
- Genre : Comédie d'espionnage
- Durée : 90 minutes
- Dates de sortie :
  - 10 septembre 1993 aux États-Unis
  - 12 janvier 1994 en France

## Distribution
- Kathleen Turner (VF : Marion Game) : Jane Blue
- Dennis Quaid (VF : Bernard Lanneau) : Jefferson 'Jeff' Blue
- Stanley Tucci (VF : Philippe Peythieu) : Muerte dit Morty
- Fiona Shaw (VF : Nicole Favart) : Paulina Novacek
- Larry Miller (VF : Éric Missoffe) : le sergent Halsey
- Obba Babatundé (VF : Tola Koukoui) : le lieutenant Theodore 'Ted' Sawyer
- Tom Arnold : Vern Newman
- Park Overall (en) (VF : Michèle Buzynski) : Bonnie Newman
- Ralph Brown : Leamington
- Jan Triska : Axel
- Marshall Bell (VF : Vincent Grass) : Sikes
- Richard Jenkins (VF : Jean-Luc Kayser) : Frank
- Dennis Lipscomb : Foster
- Saul Rubinek (VF : Gilbert Lévy) : M. Ferderber
- Dakin Matthews (VF : Jean-Claude Sachot) : le capitaine de police
- Michael Greene (en) (VF : Yves Barsacq) : le colonel Kenton
- Olek Krupa : Zubic
- Dave Chappelle (VF : Serge Faliu) : Ozzie

 Source et légende : version française (VF) sur RS Doublage et selon le carton du doublage français sur le DVD zone 2.